# Lijst van gemeentelijke monumenten in Duiven
De gemeente Duiven kent 13 gemeentelijke monumenten. Hieronder een overzicht.

## Duiven
De plaats Duiven kent 5 gemeentelijke monumenten:
| Object                                       | Bouwjaar                              | Architect | Locatie                       | Coördinaten                  | Nr.          | Afbeelding                                   |
| -------------------------------------------- | ------------------------------------- | --------- | ----------------------------- | ---------------------------- | ------------ | -------------------------------------------- |
| Voormalige pastorie van de Sint Remigiuskerk | 1866                                  |           | Pastoriestraat 1              | 51° 56' 60" NB, 6° 1' 23" OL | 0226/wikinr1 | Voormalige pastorie van de Sint Remigiuskerk |
| Woonhuis                                     | 1906                                  | Jan Ovink | Rijksweg 32-34                | 51° 57' 3" NB, 6° 1' 17" OL  | 0226/wikinr2 | Woonhuis                                     |
| Woonhuis                                     | in de kern achttiende-eeuws           |           | Rijksweg 47                   | 51° 57' 3" NB, 6° 1' 24" OL  | 0226/wikinr3 | Woonhuis                                     |
| Raadhuis                                     | Laatste kwart van de negentiende eeuw |           | Rijksweg 51                   | 51° 57' 1" NB, 6° 1' 25" OL  | 0226/wikinr4 | Raadhuis                                     |
| Villa Welleveld                              | circa 1900                            |           | Van Dorth tot Medlerstraat 43 | 51° 56' 46" NB, 6° 0' 41" OL | 0226/wikinr5 | Villa Welleveld                              |

## Groessen
De plaats Groessen kent 4 gemeentelijke monumenten:
| Object                                                                                        | Bouwjaar                                                                   | Architect | Locatie               | Coördinaten                  | Nr.          | Afbeelding                                                                                    |
| --------------------------------------------------------------------------------------------- | -------------------------------------------------------------------------- | --------- | --------------------- | ---------------------------- | ------------ | --------------------------------------------------------------------------------------------- |
| Pastorie van de Sint-Andreaskerk                                                              | In de kern achttiende-eeuws, onderdelen kenmerkend voor de jaren 1900-1910 |           | Dorpstraat 9          | 51° 55' 53" NB, 6° 1' 43" OL | 0226/wikinr6 | Pastorie van de Sint-Andreaskerk                                                              |
| Hallenhuisboerderij                                                                           | tweede helft van de negentiende eeuw                                       |           | Helhoek 8             | 51° 56' 4" NB, 6° 2' 36" OL  | 0226/wikinr7 | Hallenhuisboerderij                                                                           |
| Voormalige T-boerderij, met tussenlid en aangebouwde schuur verbouwd tot appartementencomplex |                                                                            |           | Kerkakkers 1 t/m 19   | 51° 55' 50" NB, 6° 1' 56" OL | 0226/wikinr8 | Voormalige T-boerderij, met tussenlid en aangebouwde schuur verbouwd tot appartementencomplex |
| Hallenhuisboerderij met schuur en wagenloods                                                  | circa 1900                                                                 |           | Schraleweidsestraat 3 | 51° 55' 42" NB, 6° 1' 6" OL  | 0226/wikinr9 | Hallenhuisboerderij met schuur en wagenloods                                                  |

## Loo
De plaats Loo kent 4 gemeentelijke monumenten:
| Object      | Bouwjaar                       | Architect | Locatie          | Coördinaten                   | Nr.           | Afbeelding        |
| ----------- | ------------------------------ | --------- | ---------------- | ----------------------------- | ------------- | ----------------- |
| Woonhuis    | 1875                           |           | Loostraat 17     | 51° 55' 55" NB, 5° 59' 49" OL | 0226/wikinr10 | Woonhuis          |
| T-boerderij | kern uit circa 1756            |           | Loostraat 40     | 51° 55' 50" NB, 5° 59' 10" OL | 0226/wikinr11 | T-boerderij       |
| Woonhuis    | 19e-eeuws                      |           | Loostraat 43-43a | 51° 55' 49" NB, 5° 59' 19" OL | 0226/wikinr12 | Woonhuis          |
| Vloedschuur | Midden van de negentiende eeuw |           | Loowaard 1       | 51° 55' 21" NB, 5° 59' 20" OL | 0226/wikinr13 | Meer afbeeldingen |